# Jerukwangi (Bangsri)
Jerukwangi is een bestuurslaag in het regentschap Jepara van de provincie Midden-Java, Indonesië. Jerukwangi telt 7162 inwoners (volkstelling 2010).